# Centre international de formation aux métiers d’art et de la céramique
Le centre international de formation aux métiers d’art et de la céramique (EMA-CNIFOP) est un centre de formation situé à Saint-Amand-en-Puisaye en France, destiné à la poterie et au travail de la céramique.
Il forme environ 400 élèves par an pour un volume global de 70 000 heures de formation assurées par une vingtaine de salariés. Il a été créé en 1976.

## Présentation
Plusieurs formations peuvent être suivies dont certaines diplômantes comme le CAP tournage en céramique et le CAP décoration en céramique. Le centre mène également des recherches dans le domaine du travail de la céramique.
En 2013, de grands travaux de réhabilitation du centre sont lancés,.

## Directions successives
- Depuis 2014 : Mauricette Vissac[6]

- 2006 - 2014 : Denis Mairy[6]